# Jonathan Pereira (piłkarz)
Jonathan Pereira Rodríguez (ur. 12 maja 1987 w Vigo) – piłkarz hiszpański grający na pozycji napastnika. Od 2017 roku jest zawodnikiem AD Alcorcón.

## Kariera klubowa
Swoją karierę piłkarską Pereira rozpoczął w klubie Villarreal CF. W 2004 roku został członkiem zespołu rezerw, a w 2006 roku awansował do kadry pierwszej drużyny. 21 października 2006 zadebiutował w Primera División w zremisowanym 1:1 domowym meczu z Levante UD i w debiucie zdobył gola. Latem 2007 został wypożyczony na sezon 2007/2008 do drugoligowego Racingu de Ferrol. Z kolei w 2008 roku wypożyczono go do Racingu Santander, w którym swój debiut zaliczył 31 sierpnia 2008 w domowym spotkaniu z Sevillą (1:1). Po sezonie 2008/2009 wrócił do Villarrealu, w którym występował do końca 2009 roku.
Na początku 2010 roku Pereira podpisał kontrakt z Realem Betis. Zadebiutował w nim 24 stycznia 2010 w przegranym 0:1 wyjazdowym meczu z Levante. W sezonie 2010/2011 awansował z Betisem z Segunda División do Primera División.
| Sezon   | Klub                 | Kraj      | Rozgrywki        | Mecze | Bramki |
| ------- | -------------------- | --------- | ---------------- | ----- | ------ |
| 2004/05 | Villarreal CF B      | Hiszpania | Tercera División | ?     | ?      |
| 2005/06 | Villarreal CF B      | Hiszpania | Tercera División | ?     | ?      |
| 2006/07 | Villarreal CF        | Hiszpania | Primera División | 4     | 1      |
| 2006/07 | Villarreal CF B      | Hiszpania | Tercera División | ?     | ?      |
| 2007/08 | Racing de Ferrol     | Hiszpania | Segunda División | 39    | 11     |
| 2008/09 | Racing Santander     | Hiszpania | Primera División | 32    | 5      |
| 2009/10 | Villarreal CF        | Hiszpania | Primera División | 6     | 0      |
| 2009/10 | Real Betis           | Hiszpania | Segunda División | 22    | 9      |
| 2010/11 | Real Betis           | Hiszpania | Segunda División | 18    | 3      |
| 2011/12 | Real Betis           | Hiszpania | Primera División | 31    | 4      |
| 2012/13 | Real Betis           | Hiszpania | Primera División | 6     | 0      |
| 2012/13 | Villarreal CF (wyp.) | Hiszpania | Segunda División | 14    | 5      |
| 2013/14 | Villarreal CF        | Hiszpania | Primera División | 30    | 4      |
| 2014/15 | Rayo Vallecano       | Hiszpania | Primera División | 3     | 0      |
| 2014/15 | Real Valladolid      | Hiszpania | Segunda División | 19    | 6      |
| 2015/16 | CD Lugo              | Hiszpania | Segunda División | 35    | 9      |
| 2016/17 | Real Oviedo          | Hiszpania | Segunda División | 13    | 2      |
| 2017/18 | AD Alcorcón          | Hiszpania | Segunda División | 33    | 5      |
| 2018/19 | AD Alcorcón          | Hiszpania | Segunda División | 28    | 2      |

## Kariera reprezentacyjna
W swojej karierze piłkarskiej Pereira grał w młodzieżowych reprezentacjach Hiszpanii na różnych szczeblach wiekowych. W 2009 roku reprezentował Hiszpanię na Mistrzostwach Europy U-21.